# Harenkarspel
Harenkarspel  è stata una municipalità dei Paesi Bassi situata nella provincia dell'Olanda Settentrionale. Il suo territorio è confluito dal 2013 nel comune di Schagen.